# Palmeiras do Tocantins
Palmeiras do Tocantins là một đô thị thuộc bang Tocantins, Brasil. Đô thị này có diện tích 747,895 km², dân số năm 2007 là 4542 người, mật độ 6,07 người/km².